# Sociedade Zoológica de Londres
A Sociedade Zoológica de Londres (em inglês Zoological Society of London, também conhecida pela sigla ZSL) é uma sociedade científica fundada em Londres em abril de 1826 por Sir Thomas Stamford Raffles, Marquês de Lansdowne, Lord Auckland, Sir Humphry Davy, Robert Peel, Joseph Sabine, Nicholas Aylward Vigors além de varios outros membros da nobreza, clero, naturalistas e senhores. Raffles foi o primeiro corrdenador e presidente mas em Julho do mesmo do mesmo ano veio a falecer. Foi sucedido pelo Marquês de Lansdowne que supervisionou a construção do primeiro abrigo de animais, um pedaço de terra no Regent's Park obtida por Crown na reunião de inauguração. Recebeu a Escritura Real de Jorge IV em 27 de Março de 1829.

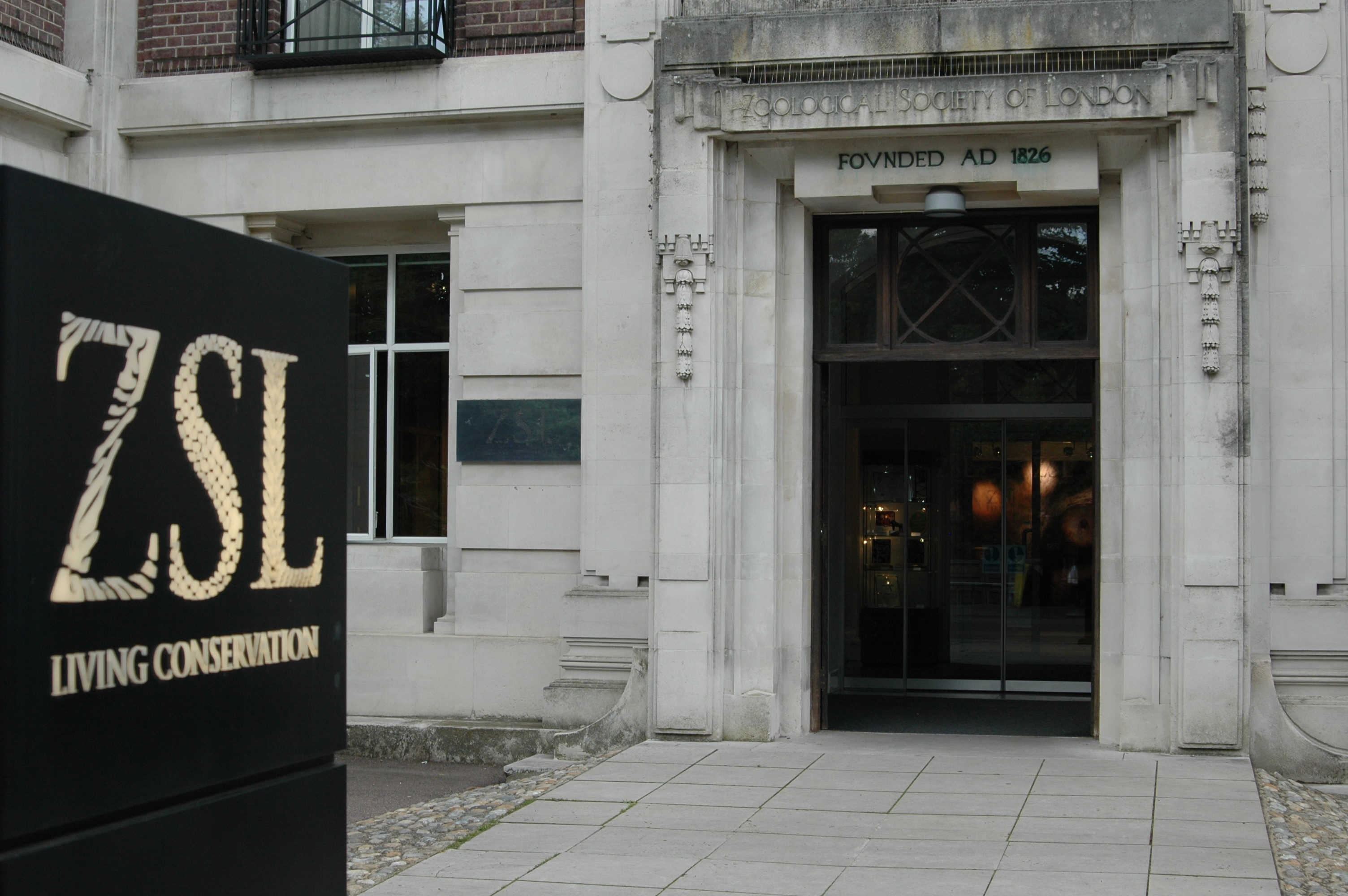
Zoological Society of London (ZSL), Main Building, Entrance

## História

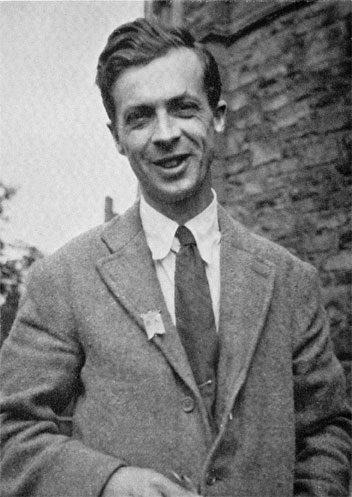
Julian Huxley.

Inicialmente eram cerca de dez espécies, entre elas o morcego-abelha, lóris delgado, équidna, o golfinho bicudo do rio Yangtze, hipopótamo pigmeu,  jerboa, solenodon, mico leão preto e o antílope hirola.
As pessoas falam sobre espécies únicas como especialmente importantes para a conservação há muito tempo, mas tem sido difícil integrá-los ao planeamento de conservação", declarou Baillie, também cientista da BBC.
"Este é o primeiro programa em escala global onde pudemos fazer isso". O objetivo desta campanha é, e será aumentar o número de cada espécie para cem animais nos próximos cinco anos se for possível.

## Pessoas que trabalharam na Sociedade Zoológica
"Sir Julian Sorell Huxley, FRS, (Londres, 22 de Junho de 1887 — 14 de Fevereiro de 1975) foi um biólogo, escritor, humanista e internacionalista britânico, conhecido por suas contribuições pela popularização da ciência através de livros e conferências. Ele foi o primeiro diretor-geral da UNESCO e foi nomeado Cavaleiro da Coroa Britânica em 1958".
"Huxley era parte de uma distinta família de acadêmicos britânicos. Era irmão do escritor Aldous Huxley, e meio irmão do também biólogo e Prêmio Nobel de Fisiologia ou Medicina, Andrew Huxley; seu pai foi o escritor e editor Leonard Huxley; e seu avô paterno foi o biólogo T. H. Huxley, famoso por ser colega e apoiar Charles Darwin. Seu avô materno foi o acadêmico Tom Arnold filho de Thomas Arnold da Rugby School."